# 캉유웨이
캉유웨이(康有爲, 강유위, 1858년 3월 19일 ~ 1927년 3월 31일)는 중국 청나라 때부터 중화민국 때까지의 사상가이자 정치인이다. 본명은 강조이(康祖詒), 자(字)는 광하(廣廈), 호는 장소(長素), 명이(明夷), 경생(更生), 서초산인(西樵山人), 유존수(游存叟), 천유화인(天游化人)이다. 제자 량치차오(양계초)와 함께 무술변법(戊戌變法)을 추진하였지만 실패하였고, 이후 자희태후(慈禧太后)가 수배령을 내리자 도주하였다. 1912년 선통퇴위(宣統退位) 이후에도 공화(共和) 실시에 반대하였고 1917년 장훈(張勛)과 함께 정변을 일으켜 선통제(宣統帝)를 옹위하였으니, 이 사건을 장훈복벽(張勛復辟) 혹은 정사복벽(丁巳復辟)이라 한다. 그러나 4일 만에 돤치루이(단기서)(段祺瑞)에게 진압되어 복벽은 실패하였다. 1927년 청도(靑島)에서 사망하였다. 량치차오와 함께 중국 근대 정치사상가로 분류된다.

## 가계
광동성(廣東省) 광주부(廣州府) 남해현(南海縣) 강포사(江浦司) 은당향(銀塘鄕) 돈인리(敦仁里)(오늘날 광동성 불산시(佛山市) 남해구(南海區) 단조진(丹灶鎭) 소촌(蘇村))에서 태어났다.
고조부 강휘(康煇)의 자(字)는 문휘(文耀), 호(號)는 병당(炳堂)이다. 가경(嘉慶) 신유과(辛酉科)에서 부방(副榜)에 흠사(欽賜)되었고, 갑자과(甲子科)에 거인(擧人)에 흠사되었다. 증조부 통봉공(通奉公) 강식붕(康式鵬)은 호는 운구(雲衢)이며 안찰사(按察使)에 추증되었다. 증조모는 양씨(梁氏)이다. 조부 강찬수(康贊修)는 자는 이건(以乾), 호는 술지(述之)이다. 도광(道光) 병오과(丙午科) 거인이며, 흠주(欽州)의 학정(學正), 합포(合浦)와 영산(靈山)의 훈도(訓導)를 역임하였다. 조모는 진씨(陳氏)이다. 부친 강달초(康達初)는 자는 식모(植謀), 호는 소농(少農)이다. 강서(江西)에서 보용지현(補用知縣)을 역임하였다. 모친은 노씨(勞氏)이다.

## 학문
강유위는 공양학(公羊學)과 당시 유럽의 근대화에 대해 공부하였다. 또한 일본의 메이지 유신(明治維新)과 입헌군주제의 과정도 관심있게 지켜보게 된다. 고향에 사숙(私塾) 만목초당(萬木草堂)을 열고 량치차오(梁啓超) 등의 제자를 배출하는 한편 과거에 응시하여 1895년 진사가 된다.

## 무술변법
진사가 된 캉유웨이는 이후 여러차례 청나라를 개혁할 내용을 담은 상소를 올렸으며, 대신들의 집요한 방해공작 끝에 겨우 당시 황제였던 광서제의 눈에 띄게 된다. 그 중 중요한 것이 1898년의 '변법자강책(變法自彊策)'이다.
광서제는 당시 서태후(西太后)의 손아귀에 휘둘리고 있었고 상황을 타개하고 개혁 정치를 추구하기 위해 캉유웨이의 갖가지 정책을 지지하게 된다. 캉유웨이는 언론이 인간의 의식을 지배하는 세력임을 알고 있었기 때문에 자신의 상소를 신문에 싣는 방법으로 지지자들을 확보하였다. 또한 『일본변정고(日本變政考)』, 『아라사대피득변정기(俄羅斯大彼得變政記)』 등의 책을 출판하여 메이지 유신, 표트르 대제의 개혁을 청의 개혁방향으로 제시하였으며, 보국회(保國會)를 조직하여 지지자들을 정치세력으로 만들었다. 그는 자신이 만든 보국회를 서구식 의회 민주주의의 씨앗이 될 것으로 기대하였다.
하지만 보국회가 정치개혁을 원하는 민중들의 지지를 받자, 서태후는 이를 해산시켜버렸다. 1898년에는 광서제의 지지를 받기도 하였으나, 쿠데타 음모가 원새개의 밀고로 발각되어 캉유웨이의 정치개혁은 실패하였다. 캉유웨이의 동생은 처형되었으며, 그를 동정하던 관리들도 파면이나 처형을 당하였다. 캉유웨이 자신도 양계초와 함께 중국을 탈출하여 일본으로 망명하였다.
캉유웨이의 변법자강책에는 과거 제도 개혁, 탐관오리 혁파, 각종 경제 개혁 등이 담겨 있었고, 무술변법을 통해 이중 일부를 실행에 옮기기도 한다. 그러나 그의 변법은 광서제의 권위에만 의존했으며, 결국 서태후 등 반개혁파에게 패배해 외국으로 망명을 가는 결과로 끝이 난다. 이로 인해 무술변법은 '100일 변법'이라고도 불린다.

## 망명 이후

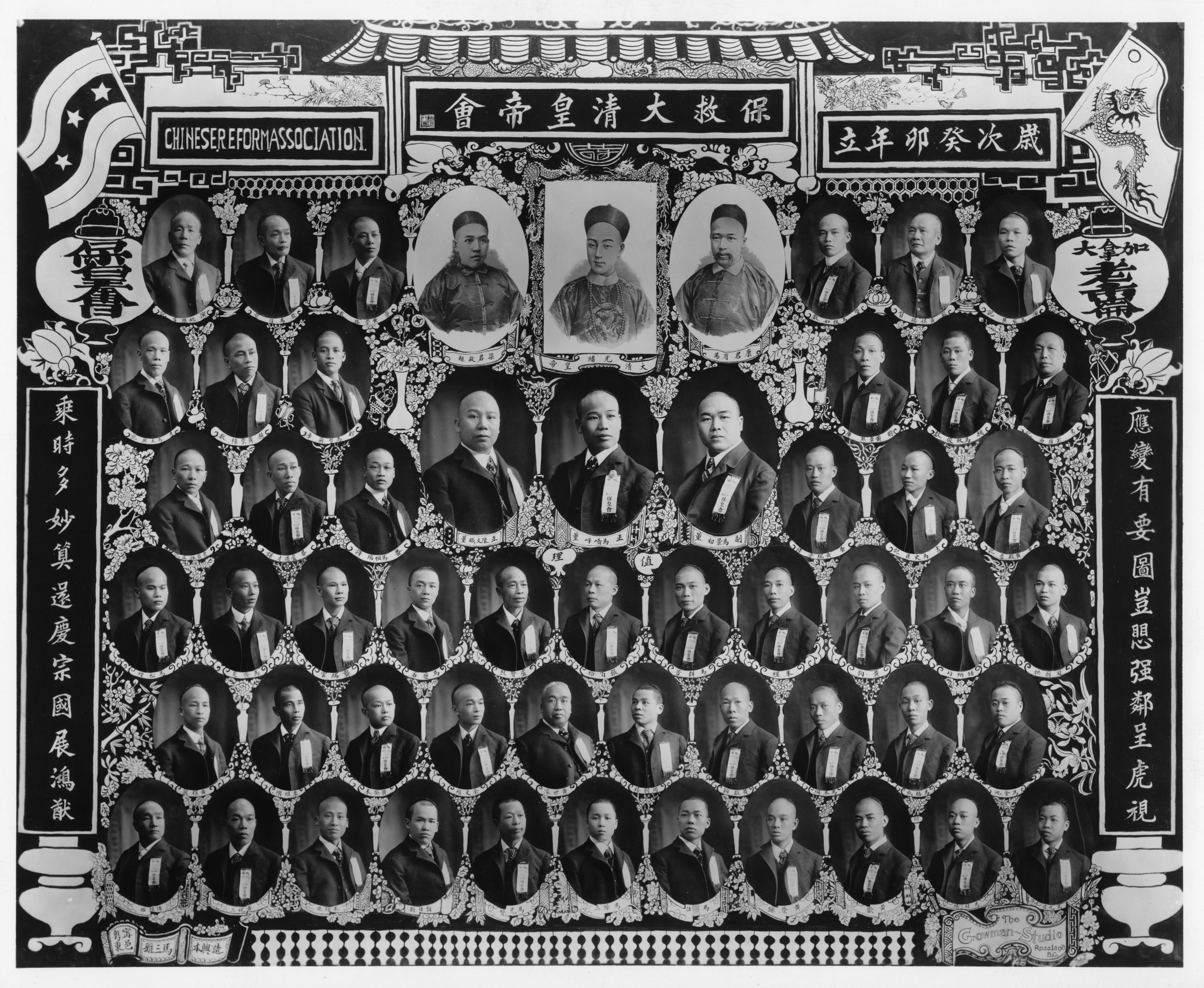
보구대청황제회(保救大淸皇帝會) 캐나다 회원, 상단 중앙이 광서제, 우측이 강유위, 좌측이 양계초

9월 20일 아침, 캉유웨이는 남해회관(南海會館)을 떠나 마가보기차역(馬家堡火車站)(오늘날 북경남역北京南站)으로 갔으며, 기차를 타고 천진(天津)으로 도망쳤다. 또한 목사 티모시 리차드(Timothy Richard, 중국명 李提摩太)의 도움으로 중경호(重慶號)를 타고 연대(煙臺)를 거쳐 상해(上海)로 갔다. 이때 상해도대(上海道臺) 채균(蔡鈞)은 조정의 명령을 받고 강유위를 수배하고 있었다. 이때 영국이 개입하면서 영국영사관 직원 존 오트웨이 퍼시 블랜드(John Otway Percy Bland, 중문명 濮蘭德)의 도움으로 강유위는 오송구(吳淞口) 바깥에서 철행윤선공사(鐵行輪船公司)의 발라라트호(Ballarat, 琶理瑞號)를 타고 홍콩에 이르렀다. 다시 홍콩에서 캐나다로 도주하면서, 자칭 광서제의 의대조(衣帶詔)를 지니고 있다고 하였고, 광서 25년 6월 13일(양력 7월 20일), 영국령 콜럼비아(Columbia) 주(州)에서 보황회(保皇會)를 조직하였다. 보황회는 중국유신회(中國維新會)라고도 하였다. 입헌군주제를 옹호하고 혁명에 반대하였으며, 북미, 동남아, 홍콩, 일본 등지에 분회를 설립하였으며, 기관보(機關報)는 마카오의 『지신보(知新報)』와 요코하마(横滨)의 『청의보(淸議報)』였다.
1900년, 강유위는 자립군기의(自立軍起義)에 참여하였다. 1902년 겨울, 가융위는 영국령 컬럼비아 빅토리아에서 보황당(保皇黨)의 인원과 회의를 열어 투자하여 수익을 거둘 수 있는 보황당 당영(黨營) 사업을 세우기로 결의하였다. 회사의 자금 발동을 위하여 강유위는 세계 각지 화인 주거지에서 유세하였다. 1904년 스웨덴 스톡홀름(Stockholm) 근교의 살트서바든에서 작은 섬을 사들여, 이곳에서 1907년까지 머물렀다.
1906년, 청 정부는 예비입헌(預備立憲) 시행을 선포하였고 강유위는 보황회 임무를 완성하겠다고 선언하였다. 같은해 강유위는 멕시코에 도착하였다. 1907년 보황회는 제국헌정회(帝國憲政會)로 개편하였다.

망명 이후 그는 제자 량치차오와 다른 길을 걷는다. 당시 쑨원 등 공화제 운동이 일어나고 있었지만, 캉유웨이는 끝까지 입헌군주제를 고수한다. 신해혁명이 성공한 이후 캉유웨이의 정치적, 사상적 입지는 좁아진다.
1914년에 중국으로 돌아온 캉유웨이는 위안스카이의 제정에 반대하며 장쉰 등과 함께 선통제를 복위시키기 위해 복벽운동을 일으킨다. 복벽운동으로 선통제를 복위시키고 입헌군주제 국가를 만들려 했으나, 내부에 호응 세력이 적었고, 쑨원과 군벌인 돤치루이 등은 이를 반역이라고 여기며 지지도 얻지도 못하고 오히려 군벌들에게 대패하며 장쉰의 피난으로 실패로 돌아간다.
말년의 캉유웨이는 중국의 전통문화를 보존하기 위한 활동과 철학 작업에 몰두하다가 1927년 칭다오에서 사망한다.

## 저서
『신학위경고(新學僞經考)』, 『공자개제고(孔子改制考)』, 『대동서(大同書)』, 『일본변정고(日本變政考)』, 『아대피득변정기(俄大彼得變政記)』 등의 저서를 남겼다. 특히 『일본변정고』는 광서제가 항상 옆구리에 끼고 다닐 정도로 애독한 것으로 알려져 있다.
- 실리공법전서[3]